# Ángel Garó
Ángel Manuel Paredes Hortelano (La Línea de la Concepción, provincia de Cádiz, 12 de enero de 1965), conocido como Ángel Garó es un actor y humorista español.

## Carrera
Ángel Garó inicia sus estudios de Arte Dramático a los 10 años, alternándolos con actividades todas ellas de carácter artístico: pintura, escultura, poesía, etc. A los 14 entra en el grupo teatral Candilejas para más tarde continuar Arte Dramático en la Escuela Municipal de Teatro dirigida por el actor Augusto García Flores. Es aquí donde despunta como rapsoda ofreciendo recitales allí donde era requerido. Marcha a Madrid y es becado por la profesora Cristina Rota, iniciando así una carrera como monologuista.
Su primera aparición en televisión fue en 1989, en el programa Pero ¿esto qué es?, realizando una actuación en la que mostró una imitación de Lola Flores y un prototipo del posterior personaje de Chikito Nakatone, aquí llamado Chikago Mipeo. La popularidad le llegó en 1991 por sus intervenciones en el concurso Un, dos, tres... responda otra vez y con su espectáculo Personas humanas. En sus actuaciones, frecuentemente recurría al uso de personajes con personalidades variopintas de los que destacaban: Juan de la Cosa, Pepe Itárburi, Maruja Jarrón y Maruchi principalmente durante su participación en el programa televisivo Un, dos, tres.
En 1992, Garó entró en el Libro Guinness de los Récords al haber doblado al castellano, él sólo, los 32 personajes de la película FernGully: Las Aventuras de Zak y Crysta, además de realizar la práctica totalidad de los efectos sonoros presentes en la cinta, un logro que hasta la fecha ningún otro actor de doblaje ha conseguido igualar.
Ha actuado en importantes teatros de toda España como: el Teatro Cervantes, de Málaga, el Nuevo Teatro Alcalá, el Teatro Calderón (Madrid), el Gran Teatro de Córdoba, el Gran Teatro (Huelva), el Teatro Gayarre, el Teatro Bretón de los Herreros, el Teatro Romea (Murcia), el Teatro Filarmónica, el Teatro Florida, el Teatro Principal (Burgos), el Teatro Emperador (León)...
También ha regentado un Restaurante-Museo, La Casa del Ángel (Málaga), donde se mezclaban obras de importante valor artístico (su colección cuenta con más de cuatrocientas obras de arte desde el siglo XV hasta el siglo XX) con platos de cocina andalusí. Actualmente, ya no regenta el restaurante del que sigue siendo propietario (actualmente denominado El Palco); y su colección artística se ha trasladado a La Casa de la Juventud de Estepona, abierta al público.
En 2008 protagonizó el videoclip de la canción del trío sevillano Son de Sol llamada "Veneno" del álbum "Directo A Ti". El videoclip fue grabado en el hotel Guadalpin Byblos en abril de 2008.

## Vida personal
En 2022 hizo pública su homosexualidad y también su ideología conservadora.

## Colaboraciones
Destaca su trabajo en los siguientes programas, entre otros muchos:
- 2021: Family Feud: equipo del Un, dos, tres.
- 2018: Gran Hermano VIP 6: 7º expulsado
- 2018:  Ven a cenar conmigo: Summer Edition: 2º puesto
- 2017: Sálvame
- 2017: Viva la vida
- 2017: Sábado Deluxe
- 2015: La Alfombra Roja Palace
- 2011: El gran debate
- 2007: Territorio comanche
- 2006: Feliz 2006. ¡Pásalo!
- 2006: Sábado Noche
- 2005-2006: Ankawa
- 2005: ¿Dónde estás, corazón?
- 2005: Mira quién baila. 5º puesto
- 2004 Con la primera al 2005
- 1999-2004: Noche de fiesta
- 2002: Con la primera al 2003
- 2001-2001: Tiempo al tiempo
- 2000-2001: Humor se escribe con h
- 2000-2001: Waku waku
- 2001: Furor
- 1998-2000: ¿Qué apostamos?
- 2000: ¿Quién dijo miedo?
- 1999: Curso del 99
- 1998-1999: Risas y estrellas
- 1999: Todo en familia
- 1997-1998: Espejo secreto
- 1997: Especial Nochevieja 1997: Seguimos siendo la primera
- 1996-1997: El Semáforo
- 1994: Gala TP de Oro 1994
- 1994: La tarda és nostra
- 1994: Tal cual
- 1991-1993: Un, dos, tres... responda otra vez
- 1992-1993: De tú a tú
- 1992: Para ti... con Jacqueline de la Vega
- 1991: Juego de niños
- 1989-1991: Pero... ¿esto qué es?

## Actor de doblaje
- 2000: Emperador Kuzco, protagonista de El emperador y sus locuras
- 1994: Stanley, protagonista de El jardín mágico de Stanley
- 1992: Todo el reparto en FernGully: Las Aventuras de Zak y Crysta (32 personajes)

## Autor y actor de teatro
- 2019 Tango mío
- 2015 Úh!
- 2013 En esencia
- 2011 En la línea de mis sueños
- 1995 En off
- 1994 Personas humanas
- 1989 Un estreno en Broadway

## Actor de teatro
- 2012 Coprotagonista en la zarzuela Entre Sevilla y Triana, por Pablo Sorozábal
- 2009 Protagonista en Como te mueras te mato, por Rafael Pence
- 2005 Personaje de Toribio en la zarzuela La canción del olvido, por José Serrano Simeón

## Actor en cortometrajes
- 2020: La Valija, por Miguel Becerra[6]
- 2006: Nadie te mira, por Jorge Agó
- 2005: A la sombra, por Ezequiel Montes

## Otras colaboraciones
- 2020: Actor en la serie Veneno para Atresplayer Premium (3 episodios).
- 2013: Copresentador en el Carnaval de Las Palmas de Gran Canaria.
- 2008: Actor en el videoclip del grupo Son de Sol, en la canción Veneno.
- 2005: Pintura al óleo para el cartel del XVIII Ciclo de Tertulias Cofrades Frente a la Tribuna.
- 2002: Pregonero de los Hombres de trono.
- 1999: Escritor de Málaga de mi pasión.

## Premios
- 2010 Premio nacional de teatro Posada de las Ánimas
- 2008 Premio Perséfone a la trayectoria, otorgado por El Club de Medios
- 2004 Premio reconocimiento a su personalidad Estrella Costa del Sol
- 1997 Premio literario Farola de Málaga
- 1997 Premio reconocimiento a su personalidad Puerta de Andalucía
- 1994 Nominado a los TP de Oro en la categoría de presentador por Sí o no
- 1992 Semifinalista a los Fotogramas de Plata en la categoría Mejor actor de televisión por De tú a tú / Un, dos, tres... responda otra vez
- 1989 Premio de teatro Colombino de Oro, otorgado por la revista colombiana New Magazine